# Aleksandrów (district Piotrków)
Aleksandrów is een dorp in het Poolse woiwodschap Łódź, in het district Piotrków. De plaats maakt deel uit van de gemeente Aleksandrów en telt 200 inwoners.